# Изео
Изео (итал. Iseo) је насеље у Италији у округу Бреша, региону Ломбардија.
Према процени из 2011. у насељу је живело 5311 становника. Насеље се налази на надморској висини од 197 м.

## Становништво
| 1951. | 1961. | 1971. | 1981. | 1991. | 2001. | 2011. |
| ----- | ----- | ----- | ----- | ----- | ----- | ----- |
| 6.789 | 7.138 | 7.845 | 7.797 | 8.145 | 8.410 | 9.100 |